# Семюель Герн
Семюель Герн (Семюел Херн; 1745—1792) — англійський мандрівник, дослідник північної частини Північної Америки, відкрив річку Коппермайн, Велике Ведмеже озеро.

## Молоді роки
Народився у Лондоні. В три роки він втратив батька. З дитинства мріяв стати моряком. Вже у 1756 році Семюель знаходився на службі як гардемарин і брав участь у військових сутичках з французами під час Семирічної війни, за що отримав навіть грошове винагородження. Після війни просування по службовій драбині стало важким. Тому Герн залишає Королівський флот, поступає на службу до Компанії Гудзонової затоки, а у серпні 1766 року прибуває у форт Принца Уельського у Північній Америці.

## Подорожі

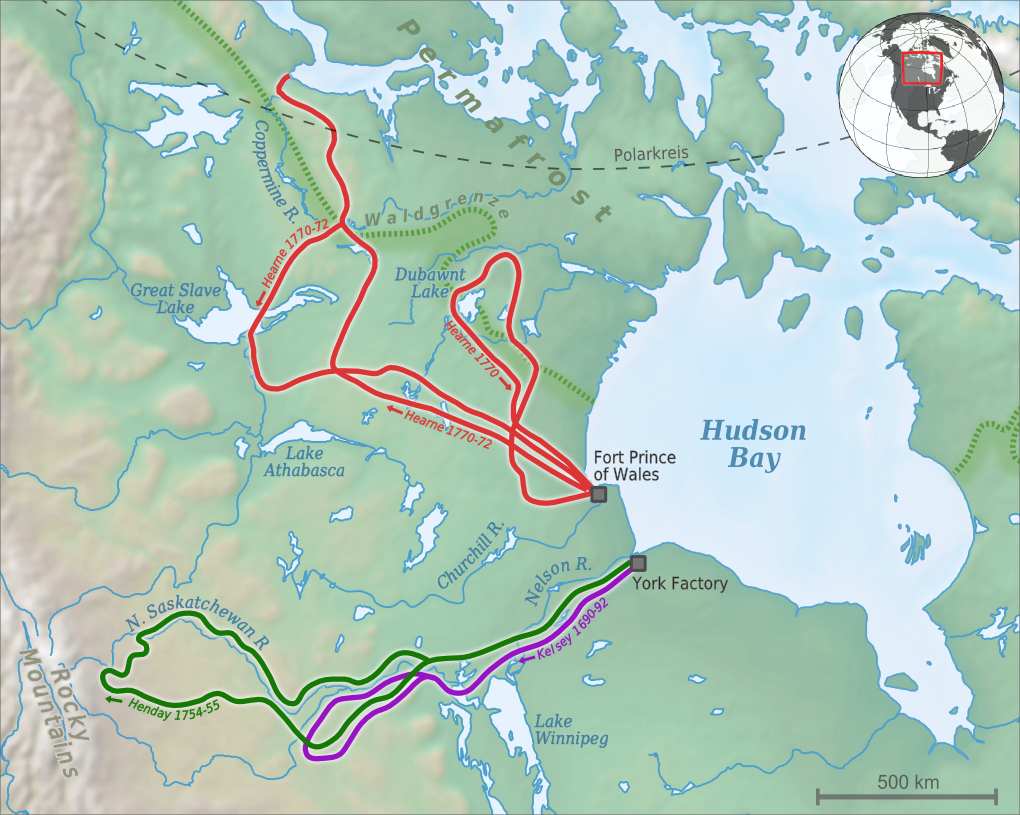
Подорожі С. Герна у 1770, 1770—1772 роках

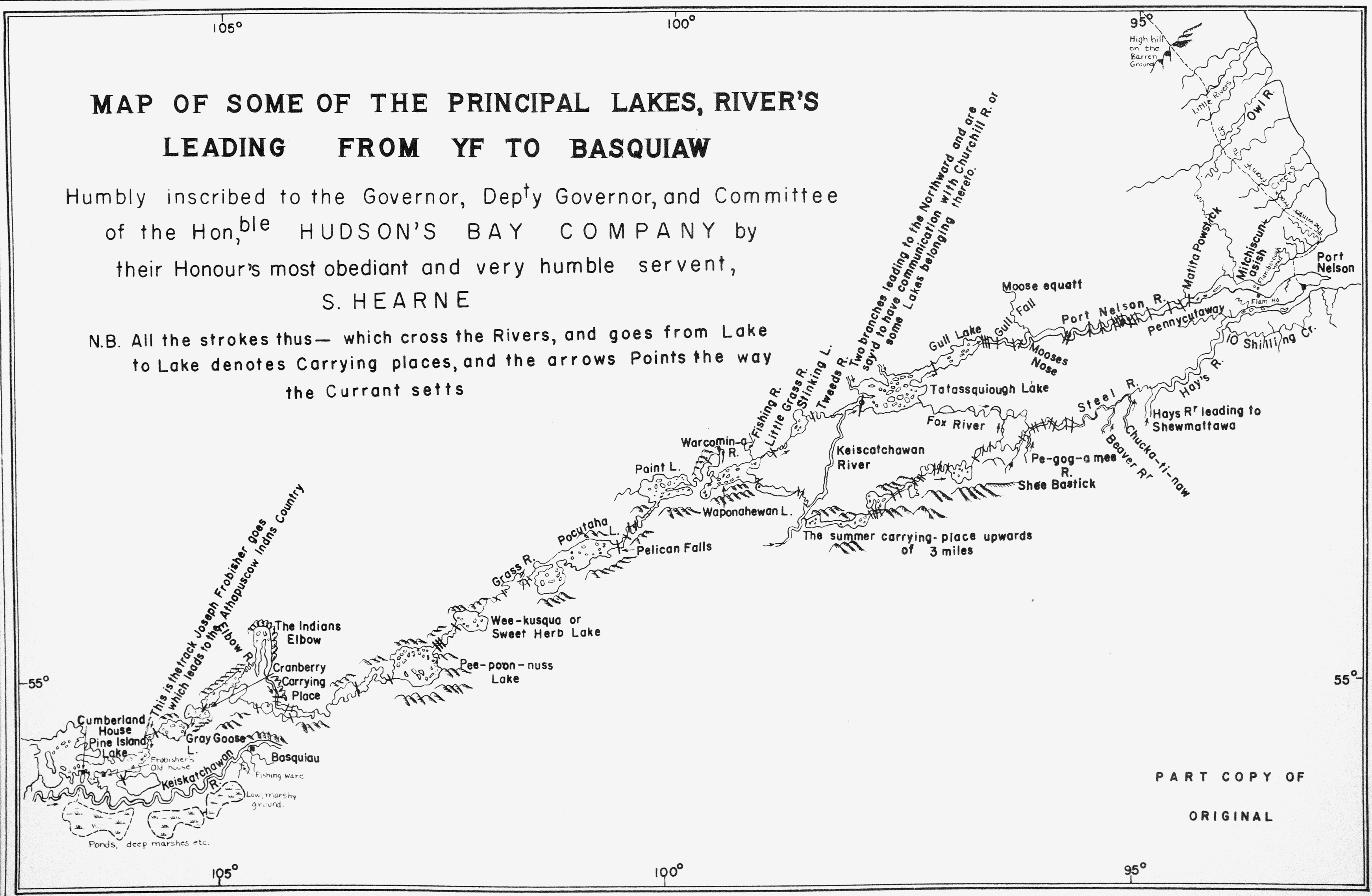
Карта рік, озер, складена С. Герном у 1776 році

В цей час компанія Гудзонової затоки готувала експедицію на пошуки великої ріки. Про неї знали, що там індіанці добувають мідь. Тому річку й прозвали Коппермайн (Міднорудной). Керівником загону пошуковців призначили Семюеля Герна.
6 листопада 1769 року Герн у супроводі провідників-індіанців вирушив в експедицію. Але вождь індіанського племені Чочинахо не мав намір показувати англійцям міднорудну ріку. Він почав перешкоджати діяльності Герна. Внаслідок чого похід завершився безрезультатно. 11 грудня 1769 року загін повернувся у форт Принца Вельського.
Але вже 23 лютого 1770 року С. Герн знову відправляється в експедицію у супроводі трьох індіанців-провідників та двох охоронців. Вони перетнули смугу тундри між 59° і 64° п.ш. Потім повернули на південно-захід, відкрили річку Дубонт (велику притоку річки Телон), пройшли вверх за її течеєю до озера Дубонт, а у листопаді цього ж року повернулися у форт Принца Вельського. Провідники виявилися ненадійними. Але під час повернення до форт Герн зустрів індіанця Матонабі, який згодився показати річку Коппермайн.
7 грудня 1770 року Герн розпочав свою третю подорож. Матонабі настояв, щоб їх супроводжували лише індіанки. Виявилося, що це було правильним рішенням. Експедиція під свого походу ні в чому не потребувала. Спочатку Герн вирушив на північ, потім від озера Ейлмер на північно-захід, а звідти вийшли до річці Коппермайн. Поблизу озера Контуойто Герн й Матонабі залишили індіанок, в подальшому вирушили разом з індіанським військовим загоном. В загалом експедиція С. Герна тривала 2 роки й 7 місяців. Він став першим європейцем, хто побував на американському узбережжі Північного Льодовитого океану.
Запаси міді, які були знайдені у річці Коппермайн виявилися невеликі, тому користі компанії Гудзонової затоку від походу Герна було не багато. Але його експедиція довела, що на півночі материка немає великої ріки, по якій вожливо перетнути хоча б частину Північної Америки.

## Подальше життя
Після своїх подорожей Герн призначили капітаном бригантини «Шарлотта». У 1774 році його було відправлено у глиб материка для заснування поселення Камберленд-Гаус (провінція Саскачеван).
З 1776 по 1782 рік він був комендантом форту Принца Вельського. Під час війни за незалежність Північноамериканських штатів з 30 солдатами захищав форт від французів на чолі із Жаном Лаперузом, але був вимушений здатися. Герн побував у полоні у Франції, після цього знову командував фортом.
У листопаді 1792 року повернувся до Англії, де й помер. У 1795 році були надрукована його книга під назвою «Подорожі від форту Принца Вельського на Гудзоновій затоці до Північного океану».